# Can Maresme
Can Maresme és una masia del municipi de Sant Iscle de Vallalta (Maresme) inclòs en l'Inventari del Patrimoni Arquitectònic Català. Prop de can Maresme se situa la llegenda de les Dones d'Aigua que recull Joan Amades i Apel·les Mestres

## Descripció
Masia d'un cos central d'estructura clàssica, del grup II, de coberta de teula amb vessants d'aigües cap als murs laterals i façana amb forma de frontó, i de planta baixa, primer pis i golfes. A la dreta hi ha un cos aïllat, que correspon al lloc on es guardaven les eines, i a la part posterior, adossat al cos central, hi ha una estructura porxada, on es troba una caldera per fer bullir el vi. La façana principal té un portal d'arc rebaixat, tres balcons sense plataforma al primer pis i un altre, de més petit, a les golfes amb barana de balustres de terra cuita. Al mur arrebossat hi ha un rellotge de sol pintat amb la indicació, mig esborrada, de l'any 1827 o 1877. Davant la casa s'estén l'era enrajolada, on hi ha un trull per moldre les olives. A l'interior es conserva una pastera, un celler amb grans bótes i una taula de fusta amb bancs de qualitat.

## Història
L'aspecte original de la masia del segle xv i XVI continua present per l'estructura clàssica que conserva, però no pel que fa als elements ornamentals de la façana principal. Tant el portal rodó de pedra com les finestres de forma conopial d'estil gòtic foren substituïdes per balcons de llinda recta i portal d'arc escarser, més propis del segle xix, moment en què es feren les reformes.